# Kerstin de Ahna
Kerstin de Ahna (ur. 2 lipca 1935 w Braniewie w Prusach Wschodnich) – niemiecka aktorka teatralna, filmowa i dubbingowa. 

## Życiorys
Jej rodzicami byli Karl i Erika de Ahna. Wykształcenie aktorskie zdobywała w Hamburgu pod kierunkiem Eduarda Marksa, a także Lucie Höflich i Hilde Körber w Berlinie. Pierwszy angaż uzyskała w 1957 w teatrze Städtische Bühnen Heidelberg. W 1959 roku przeniosła się do teatru w Koblencji. W następnym roku występowała w Theater am Dom w Kolonii i Theater am Rossmarkt we Frankfurcie nad Menem. W 1961 roku pracowała w teatrze Die Kleine Freiheit w Monachium. Kolejnymi epizodami w Monachium były Theater unter den Arkaden i kabaret Die Zwiebel. W 1966 roku występowała w Düsseldorfie, a w 1967 w Berliner Theater. W latach 1968–1972 była członkiem Teatru Schillera w Berlinie. 
Jako aktorka filmowa Kerstin de Ahna występowała między innymi w serialach telewizyjnych Klinika w Schwarzwaldzie, Tatort, Derrick oraz w filmach Die Libelle Dragonfly i Teenage Angst.
Jako aktorka dubbingowa Kerstin de Ahna użyczała głosu między innymi w filmie Zagraniczny korespondent oraz w serialu Domek na prerii. 
Od 2013 podkłada głos brytyjskiej aktorki Judi Dench w niemieckich dubbingach. Brała również udział w nagrywaniu wielu słuchowisk radiowych.

## Filmografia
- 1961: Ein Augenzeuge (serial)
- 1963: Die fünfte Kolonne – Es führt kein Weg zurück
- 1964: Kommissar Freytag – Der rettende Stempel
- 1964: Verdammt zur Sünde
- 1965: Stahlnetz – Nacht zum Ostersonntag
- 1965: Der Fall Hau
- 1965: Intercontinental Express – Die Reise nach Rom
- 1966: Im Jahre Neun  (teatr telewizji)
- 1967: Das Kriminalmuseum – Die rote Maske
- 1967: Dreizehn Briefe (serial)
- 1968: Der Mann, der keinen Mord beging (serial)
- 1968: Die Pickwickier
- 1968: Teaparty
- 1969: Finke & Co. (serial)
- 1970: Celia
- 1972: Die Nacht der Frauen (serial)
- 1972: Tatort – Kressin und der Mann mit dem gelben Koffer
- 1975: Derrick – Kamillas junger Freund
- 1977: Katz und Mäuse
- 1979: Der Mörder
- 1980: Mein Mann ist mein Hobby
- 1981: Tatort – Katz und Mäuse
- 1984: Die Libelle (The Little Drummer Girl)
- 1985: Plötzlich und unerwartet
- 1986: Le Loufiat, Paris
- 1987: Moselbrück
- 1987: Klinika w Schwarzwaldzie –odc. 25 Wagabunda
- 1987: Klinika w Schwarzwaldzie – odc. 26 Wyznanie
- 1993: Tatort – Gefährliche Freundschaft
- 1994: Nacht der Frauen (miniserial 3-odcinkowy)
- 2008: Teenage Angst
- 2011: Tatort – Der illegale Tod
- 2011: Notruf Hafenkante – Verzaubert
- 2012: Fernweh
- 2012: Ein Mann ein Mord
- 2013: Almuth und Rita (teatr telewizji)
- 2013: Und morgen Mittag bin ich tot
- 2014: Berlin
- 2015: Górski lekarz
- 2016: Hubert und Staller w odcinku „Amors tödlicher Pfeil“
- 2017: 2 Sturköpfe im Dreivierteltakt
- 2018: SOKO Stuttgart – Späte Rache (1. część)
- 2020: Der Alte – Verlorene Seelen
- 2020: Verzeih mir, Vater